# Stories Without Words
Stories Without Words è il decimo album in studio del gruppo musicale statunitense Spyro Gyra, pubblicato nel 1987.
Il disco è stato classificato al primo posto dalla rivista settimanale statunitense Billboard per la categoria Top Contemporary Jazz Album ed è dedicato alla memoria di Richard Calandra (1942-1986).

## Tracce
1. Cayo Hueso (Jay Beckenstein) – 5:29
2. Serpentine Shelly (Tom Schuman) – 4:33
3. Del Corazon (Julio Fernandez) – 6:25
4. Early Light (Jay Beckenstein) – 4:23
5. Nu Sungo (Manolo Badrena) – 4:10
6. Chrysalis (Dave Samuels) – 4:12
7. Joy Ride (Jeremy Wall) – 4:55
8. Pyramid (Jeremy Wall) – 6:25

## Formazione
- Jay Beckenstein – sassofoni
- Tom Schuman – tastiere
- Richie Morales – batteria
- Roberto Vally – basso
- Julio Fernandez – chitarra
- Dave Samuels – marimba e vibrafono
- Manolo Badrena – percussioni